# Egilolf (Salzburg)
Egilolf († 22. August (?) 939 in Salzburg) war von 935 bis zu seinem Tod Erzbischof von Salzburg und Abt des Stiftes St. Peter.

## Leben
Dieser Erzbischof entstammt vermutlich dem mächtigen Adelsgeschlecht der Aribonen und wurde von Bayernherzog Arnulf I. dem Bösen eingesetzt. Aus seiner nur vierjährigen Amtszeit ist in Dokumenten wenig überliefert. 